# Simion Cuțov
Simion Cuțov (Smârdanul-Nou, 7 maggio 1952 – 1993) è stato un pugile rumeno.

## Palmarès

### Olimpiadi
- 1 medaglia:
  - 1 argento (Montréal 1976 nei -60 kg)

### Mondiali dilettanti
- 1 medaglia:
  - 1 argento (L'Avana 1974 nei -60 kg)

### Europei dilettanti
- 2 medaglie:
  - 2 ori (Belgrado 1973 nei -60 kg; Katowice 1975 nei -60 kg)